# Tardajos
Tardajos ist ein Ort am Jakobsweg in der Provinz Burgos der spanischen Autonomen Gemeinschaft Kastilien und León.

## Geographie
Die Topografie des Gemeindegebietes ist von den unterbrochenen Tafelbergen des Zentralspanischen Tafellandes bestimmt und damit uneinheitlich: Aus der Höhe des Ortes (823 m) und den höchsten Erhebungen (El Castro, 915 m, und Barrigüelo, 913 m) ergibt sich eine durchschnittliche Höhe von 850 m. 
Während des Tertiär bedeckte ein See größeren Ausmaßes und beachtlicher Tiefe diesen Landstrich. Zeugnis dieses Sees sind die tiefen Sedimentschichten mit Fossilien. Die so entstandenen Böden sind sehr fruchtbar. Sie werden fast ausschließlich landwirtschaftlich genutzt und teilweise aus den Flüssen Úrbel und Arlanzón bewässert.

## Bevölkerungsentwicklung
| 1900 | 1910 | 1920 | 1930 | 1940 | 1950 | 1960 | 1970 | 1975 | 1996 | 1997 | 2001 | 2004 | 2006 |
| ---- | ---- | ---- | ---- | ---- | ---- | ---- | ---- | ---- | ---- | ---- | ---- | ---- | ---- |
| 919  | 949  | 863  | 939  | 1036 | 1027 | 1025 | 811  | 747  | 745  | 712  | 635  | 622  | 761  |

## Geschichte
Die Geschichte Tardajos lässt sich bis in die keltische Epoche der Iberischen Halbinsel (hier: 8. Jahrhundert v. Chr.) zurückverfolgen. Die Belege dafür sind archäologische Funde aus El Castro: Mauern und Keramik. Der keltische Stamm wurde Turmogi genannt, er kam aus Mitteleuropa und besiedelte auch die Stadt Deobrigula die teilweise als Vorläufer des heutigen Tardajos angesehen wird. Deobrigula wird in der Geographia von Claudius Ptolemäus und im Itinerarium Antonini als römisches Feldlager erwähnt. Der ursprüngliche Siedlungskern wird aufgrund der archäologischen – bis auf die Eisenzeit zurückgehenden – Funde sowie der Entdeckung römischer Verteidigungsanlagen im schon erwähnten El Castro vermutet. Eindeutige Ortszuschreibungen existieren jedoch nicht, so dass sich auch der Nachbarort Rabé de las Calzadas als Nachfolger Deobrigulas sieht.

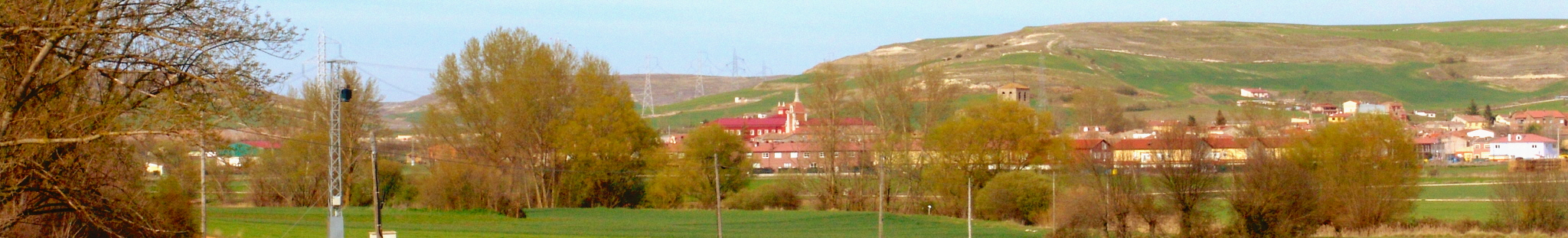
Tardajos aus Richtung Rabé de las Calzadas

Nach der endgültigen Eroberung der Iberischen Halbinsel durch Römern und dem Ende der Kämpfe mit keltiberischen Stämmen verlagerte sich die Siedlung in die Ebene, wo ihre Bewohner wiederum gut auswertbare Keramik, Bronzegegenstände und Inschriften der Nachwelt hinterließen.
Im Jahr 882 unter Alfons III. (Asturien) begann die Wiederbesiedlung nach der Reconquista der Gegend. Nuño Núñez, Graf von Kastilien, begann zeitgleich eine Verteidigungslinie zur Burg von Castrojeriz zu errichten, die dem Lauf des Río Arlanzón folgt. Dazu gehört neben anderen auch das „Castillo de Tardajos“. Für 929 gibt es eine Erwähnung für „Otero de Ajos“ (Hügel des Knoblauchs) und der dortigen Kirchen San Pelayo und Santa Eulalia. 1117 war Alfons VII. Gefangener des Grafen Pedro de Lara im Castillo de Tardajos. Aus dieser Zeit sind auch die Fueros de Tardajos.
Während der Regierungszeit Alfons VIII. unterstand das Viertel Santa María dem burgaleser Bischof, während das Viertel „Barrio del Rey“ zu Hospital del Rey gehörte. 1749 setzte sich die Teilung des Ortes in zwei Viertel mit zwei Kirchen fort, die der Jungfrau María und der heiligen Magdalena geweiht waren. Darüber hinaus gab es sechs Ermitas: San Sebastián, San Juan (hl. Johannes), San Salvador (Erlöser), Santiago (hl. Jakob), San Lázaro (hl. Lazarus) und San Roque (hl. Rochus). Die Verbindung mit dem Pilgerweg verdeutlichen Heilige wie Jakob, Rochus und Lazarus.
Bis 1955 war Tardajos nach Burgos der wichtigste Ort in der Comarca.

## Persönlichkeiten
- Pablo Tobar Gonzáles (1896–1971), römisch-katholischer Bischof von Cuttack